# Anna Louise Kaas
Anna Louise Kaas (født 11. januar 1997) er en kvindelig dansk semi-professionel fodboldspiller, der spiller for FC Nordsjælland i den danske Gjensidige Kvindeliga.

## Karriere
Kaas begyndte i en alder af 6 år med spille fodbold, i sin lokale klub Lynge-Uggeløse IF, hvor hendes talent som målmand blev opdaget. I 2012 skiftede hun til Hillerød GI , hvor hun som kun 15 årig blev målmand for klubbens seniorhold i Kvindeserie Øst og 1. division. Dette førte til interesse fra topklubben Brøndby IF, hvor hun blev tilknyttet som reservemålmand for ligaholdet i sæsonen 2014/2015, som i den periode vandt "The Double" og nåede semifinalen i kvindernes Champions League.
Derefter skiftede hun til 1. divisionsklubben Østerbro IF og Frederiksberg Boldklub, hvorefter hun flyttede til Fortuna Hjørrings. I løbet af sæsonen 2017/2018, var hun målmand i 23 kampe i 1. Division Vest. Samtidig var hun reservemålmand på klubbens ligahold i 17 kampe med spilletid i både ligaen og DBU Pokalen. I denne periode vandt holdet DM-Guld og blev nummer to i DBU Pokalen. Hun har også tidligere været futsal-målmand og var målmand for Fortuna Hjørrings futsal-hold som vandt DM i Futsal.
I 2018 returnerede hun til Farum og sluttede sig til det nye kvindeprojekt i Farum Boldklub/FC Nordsjælland, hvor hun var med til at sikre oprykning til både 1. Division og senere Kvindeligaen.
Derefter flyttede hun til 1. divisionsklubben B.93, men vendte allerede tilbage til FC Nordsjælland i foråret 2020, hvor hun var med til at sikre klubbens første bronzemedalje og vinde DBU Kvindepokalen.  I juli 2022 skiftede Kaas til Volos i Grækenland. Hun vendte tilbage til Danmark i foråret 2023 og spillede herefter kortvarigt for Sundby, inden hun i juli 2024 skiftede til FCK Kvinder i Kvindeligaen.

### Tidslinje over hendes karriere
Lynge - Uggeløse IF
2014: G19-Sølv Silver Championship Schwans USA Cup
Brøndby IF Kvinder
2014/2015: "The Double" Vinder 3F Ligaen og DBU Kvindepokalen
2014/2015: UEFA Women's Champions League semifinaleplads (nederlag til tyske 1. FFC Frankfurt)
Fortuna Hjørring
2017/2018: Vinder 3F Ligaen og nummer to i DBU Kvindepokalen
2018: Vinder DM i Futsal
2017: Vinder G19 Dana Cup
Farum Boldklub/FC Nordsjælland
2018: Vinder af 1. division
2019: Vinder kvalifikationsligaen og oprykning
B.93
2019: Vinder af 1. division
FC Nordsjælland
2020: Vinder bronze med FCN i klubbens første sæson i Gjensidige Kvindeligaen og Pokal-Guld.

## Artikler
https://fcn.dk/2018/07/sidste-skanse-hos-kvinderne-forstaerkes/ Arkiveret 22. juni 2020 hos  Wayback Machine
http://www.xn--hjrringavis-hgb.dk/2017/11/04/fortuna-hjoerring-maa-soendag-spille-mod-vejle-uden-jr/ Arkiveret 1. juli 2020 hos  Wayback Machine?
https://www.bold.dk/kvinde/nyheder/brian-s-skal-forberede-nye-unge-spillere/
https://tv.fck.dk/video/0_0c9l6ww1?feedId=50a57411-8101-42ba-bf18-d888feecc623&feedTitle=Seneste%20videoer&feedUrl=%2Ffeeds%2Fseneste-videoer

https://www.facebook.com/FCKInterviews/videos/anna-kaas/2463341877196660/